# Empis mira
Empis mira är en tvåvingeart som först beskrevs av Jacques-Marie-Frangile Bigot 1880.  Empis mira ingår i släktet Empis och familjen dansflugor.
Artens utbredningsområde är Kalifornien. Inga underarter finns listade i Catalogue of Life.